# Ina Benita
Ina Benita (vlastním jménem Janina Ferow-Bułhak, 1. března 1912, Kyjev – 9. září 1984, Mechanicsburg) byla polská divadelní a filmová herečka.

## Život

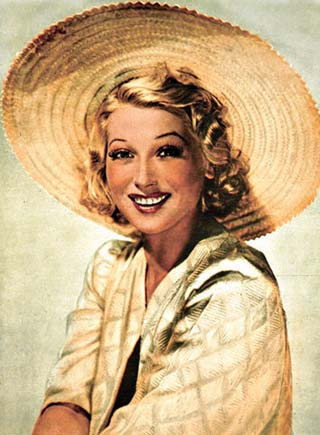
Ina Benita

Narodila se v rodině židovského původu  jako dcera Mikołaje a Heleny Ferow. V roce 1920 se její rodina přestěhovala do Polska. Studovala v Paříži a Varšavě. Debutovala 29. srpna 1931 ve varšavském divadélku Nowy Ananas v programu Raj bez mężczyzn (Ráj bez mužů). Vystupovala také ve varšavských kabaretech Morskie Oko a Femina. V roce 1932 debutovala ve filmu Ryszarda Biske Puszcza, kde si zahrála roli Reni – mladé dědičky. Potom se věnovala především filmové kariéře. Od roku 1937 působila v kabaretech, např. Cyrulik Warszawski (1937), Wielka Rewia (1938–1939), Teatr Malicki (1938), a od jara 1939 Ali Baba.
Během války vystupovala v divadlech (Komedia, Niebieski Motyl, Miniatury). Stala se milenkou rakouského důstojníka Wehrmachtu, s nímž se přestěhovala do Vídně. V roce 1944 se vrátili do Varšavy. Jejich vztah byl objeven okupačními úřady a byli obviněni z hanobení rasy (Rassenschande).
Její milenec byl poslán na východní frontu a Ina Benita uvězněna ve varšavské věznici Pawiak, kde porodila syna. Byla propuštěna 31. července 1944, den před vypuknutím varšavského povstání. Její další osud nebyl dlouho znám, za nejpravděpodobnější byla považována možnost, že během povstání zahynula. V letech 2018 a 2019 byly publikovány nově zjištěné informace. Ina Benita povstání přežila, po válce opustila Polsko a odešla do USA, kde zemřela v roce 1984.

## Filmografie
- 1932 – Puszcza
- 1933 – Jego ekscelencja subiekt
- 1933 – Przybłęda
- 1934 – Hanka
- 1935 – Dwie Joasie
- 1935 – Jaśnie pan szofer
- 1937 – Trójka hultajska
- 1938 – Gehenna
- 1938 – Ludzie Wisły
- 1938 – Moi rodzice rozwodzą się
- 1938 – Serce matki
- 1939 – Czarne diamenty
- 1939 – Doktór Murek
- 1939 – O czym się nie mówi...
- 1939 – Serce batiara
- 1939 – Sportowiec mimo woli (premiéra 1940)[4]
- 1939 – Ja tu rządzę (premiéra 1941)[5]